# 沈良臣
沈良臣（1556年—1583年），字允中，號星槎，又號合元、又号合玄，浙江紹興府會稽縣人，軍籍，明朝政治人物。

## 生平
萬曆十年（1582年）壬午科浙江鄉試第五十二名，萬曆十一年（1583年）聯捷癸未科會試第二百六十名，登三甲第五名進士。兵部觀政，本年授行人，卒。

## 家族
曾祖沈日章，曾任儒官；祖父沈鎬；父沈觀海。母魯氏。慈侍下。